# 建忍山垂根
建忍山垂根（たけおしやまたりね）は、『古事記』等に伝わる古代日本の人物。
穂積臣（穂積氏）の祖とされる。

## 系譜
系譜に関して『日本書紀』『古事記』に記載はない。娘に弟財郎女がおり、成務天皇の后となったという。

## 記録
『古事記』成務条において、成務天皇の妃である弟財郎女の父として登場する。また『古事記』、『日本書紀』、『常陸国風土記』に記される、倭建命の妃である大橘比売命・弟橘比売命姉妹の父でもある。穂積神社、忍山神社の祭神。